# Global Voices Online
Global Voices Online  é uma rede internacional de blogueiros, tradutores e jornalistas cidadãos que acompanham, cobrem e sumarizam o que está acontecendo nas blogosferas de todos os cantos do mundo. É um site sem fins lucrativos, que começou como um projeto do Centro Berkman para Internet e Sociedade (Berkman Center for Internet and Society na sigla em inglês) da Faculdade de Direito de Harvard. O projeto surgiu de uma reunião de blogueiros internacionais em dezembro de 2004, e foi fundado por Ethan Zuckerman e Rebecca MacKinnon. Em 2008, tornou-se uma organização independente sem fins lucrativos constituída em Amsterdã, na Holanda.

## Objetivos e meios
Tem um objetivo duplo: o primeiro é habilitar e capacitar uma comunidade de "bridge-bloggers" que "podem fazer uma ponte entre dois idiomas ou duas culturas".
Para isso, o site conta com uma equipe de editores regionais que agrega e seleciona vozes que são consideradas conversas interessantes acontecendo na diversidade da blogosfera, que vão desde o Afeganistão ao Zimbabué, com um foco particular sobre países não-ocidentais e sub-representados. Pode-se encontrar na sua página, por exemplo, blogueiros congoleses discutindo as eleições de 2006, ou blogueiros jordanianos e árabes respondendo à polêmica das charges dinamarquesas em 2005.
Seu segundo objetivo é desenvolver ferramentas e recursos que tornem possível alcançar o primeiro objetivo de maneira mais eficaz. Um recurso principal é a manutenção de uma estreita relação de trabalho com a grande imprensa que é mutuamente benéfica: a melhor maneira de amplificar as vozes sub-representadas fazer com que as histórias sejam selecionadas e cobertas pela grande mídia. O Global Voices Online se considera, sendo assim, um complemento em vez de atuar em um papel de oposição à imprensa tradicional. A Reuters, por exemplo, forneceu ao Global Voices Online um patrocínio irrestrito em janeiro de 2006. Além disso, como reconhecimento por sua contribuição para a inovação em jornalismo, o Global Voices Online ganhou o prestigioso Knight-Batten Grand Prize em 2006.

## Traduções do Global Voices Online em outros idiomas
Em 2007, surgiu um projeto com o objetivo de traduzir o conteúdo original em inglês do Global Voices Online em outros idiomas, com o nome do Projeto Língua O Projeto Língua pretende amplificar o Global Voices Online em outros idiomas além do inglês, com a ajuda de tradutores voluntários. No momento, há 25 sites de tradução ativos, que funcionam de maneira autônoma mas vinculados ao site original, incluindo o Global Voices em Português, fundado em 2007.